# Pablo Acciardi
Pablo Acciardi ( Argentina, 1894-1974 ) fue un dramaturgo y actor de cine, radio y teatro.

## Carrera profesional
Se desempeñó en el teatro junto a grandes intérpretes como Luis Arata, Enrique Arellano, Jesús Gómez y Arturo Mario. Como integrante de la compañía encabezada por Camila Quiroga realizó una gira por España y Francia. A lo largo de su carrera participó en la representación de obras reconocidas tales como El mago escondido, El pescador de sombras, Santa Juana, La vida del hombre y La vida es sueño (donde tuvo a su cargo el papel de Segismundo). En 1930 integró el elenco de Locos de verano que, dirigido por Antonio Cunill Cabanellas inauguró la Comedia Nacional. En el Conservatorio Nacional dictó cursos de arte escénico y fue autor de varias obras teatrales, entre las que se encuentran El santo, drama en cinco actos en colaboración con Roberto Bracco y Francisco José Bolla, La llama oculta y El amor golpea la puerta.
También trabajó en radio y en cine, actividad en la que debutó en Se abre el abismo (1944) y donde tuvo su papel más lucido como el mago Merlín en La muerte camina en la lluvia (1948). 
También se dedicó a la docencia, especialmente como profesor en declamación, de primeras figuras como la actriz y ex vedette María Concepción César.

## Filmografía
Actor
- Los acusados (1960)
- Alejandra (1956)
- La muerte camina en la lluvia (1948) …Merlín
- Treinta segundos de amor (1947)
- Se abre el abismo (1944)

## Televisión
- Los acosados (1960)